# Glossotrophia dannehli
Glossotrophia dannehli är en fjärilsart som beskrevs av Louis Beethoven Prout 1935. Glossotrophia dannehli ingår i släktet Glossotrophia och familjen mätare. Inga underarter finns listade i Catalogue of Life.